# Породица Пијаде
Пијаде је београдска јеврејска сефардска породица. Родоначелник ове породице је био трговац Узијел Пијаде, који се око 1830. године доселио из Видина у Београд. Имао је петоро деце, живели су на Дорћолу и бавили се трговином. Скоро сви чланови ове породице страдали су током Другог светског рата, од 1941. до 1945. године од последица холокауста. Члан ове породице био је и Моша Пијаде, југословенски револуционар и политичар. 

## Историјат
Трговац Узијел Пијаде доселио се у Србију око 1830. године, у време када је кнез Милош Обреновић позивао Јевреје да дођу у Србију и баве се трговином. Узијел је био рођен око 1795. године и живео је у Видину. Пре доласка у Београд, кратко је живео у Зајечару и Нишу. По доласку у Београд, населио се на Дорћолу, где је била јеврејска махала. Ту се оженио једном девојком из сефардске породице и са њом изродио петоро деце -  Самуела (1842), Естер (1845), Јахиела (1848), Давида (1850) и Булису (1858). Умро је око 1875. године у Београду.
Узијелови синови - Самуел и Давид бавили су се трговином текстила на велико и били су власници фирме „Самуило Пијаде и брат“, која се налазила на углу данашње улице Краља Петра и Узун Миркове. Они су, као и други београдски јевреји, били веома захвални кнезу Милошу, који је Јеврејима обезбедио слободу трговања и живота у Србији. На кући у којој се налазила фирма браће Пијаде налазио се велики (у природној величини) портрет кнеза Милоша у боји. Они су на овај начин и јавно приказивали своју наклоњеност у годинама династичких борби у Србији. Потомци Узијела Пијаде, су се као и већина тадашњих Јевреја, осећали и изјашњавали као Срби, односно „Срби Мојсијевске вере“. Неговали су оданост земљи и народу који је њих и њихове сународнике примио у своју средину. 

## Потомци
Потомци Узијела Пијаде су потомци његово петоро деце - Самуела, Естер, Јахиела, Давида и Булисе. 

### Самуел Пијаде
Самуел Пијаде (1842—1927), звани „Самуило“ и „Сами“, је био најстарији син Узијела Пијаде. Заједно са братом Давидом бавио се трговином текстила на велико. Био је ожењен Саром Русо (1854—1903), сефардском јеврејком из града Русе у Бугарској, и са њом је имао четири сина и две кћери - Давида, Марулу, Рашелу, Јосифа, Узијела и Мошу. 
- Давид Пијаде (1881—1942), син Самуела и Саре Пијаде; инжењер, наставник гимназије, песник и преводилац. Страдао у холокаусту током Другог светског рата. Био ожењен са својом сестром од тетке Ленком Пијаде (1894—1941), са којом је имао троје деце, као и једно ванбрачно дете рођено пре тог брака:

- Хилда Пијаде-Фишер (1903—?), ванбрачна ћерка Давида Пијаде. Живела у Швајцарској, где се удала и имала четворо деце.
- Алиса Пијаде (1924—1942), ћерка Давида и Ленке Пијаде; ученица гимназије. Била чланица СКОЈ-а, 1941. прешла у Лесковац где је ступила у Бабички партизански одред, где је била болничарка. Заробљена и потом заточена у нишком логору „Црвени крст“, где је касније стрељана.
- Самуило „Сами“ Пијаде (1926—1941), син Давида и Ленке Пијаде; ученик гимназије. Страдао у холокаусту током Другог светског рата.
- Хаим Пијаде (1930—1941), син Давида и Ленке Пијаде; ученик основне школе. Страдао у холокаусту током Другог светског рата.

- Марула „Мици“ Пијаде (1882—1941), кћи Самуела и Саре Пијаде; била удата за Француза Жака Сузина. Страдала у холокаусту током Другог светског рата.

- Рашела „Шелика“ Пијаде (1882—1941), кћи Самуела и Саре Пијаде; домаћица. Страдала у холокаусту током Другог светског рата.

- Јосиф Пијаде (1885—1941), син Самуела и Саре Пијаде; боловао од епилепсије. Страдао у холокаусту током Другог светског рата. Био ожењен Бертом Пијаде (1892—1941), са којом је имао двоје деце:

- Самуило Пијаде (1924—1941), син Јосифа и Берте Пијаде; ученик. Страдао у холокаусту током Другог светског рата.
- Сара Пијаде (1926—1941), ћерка Јосифа и Берте Пијаде; ученица. Страдала у холокаусту током Другог светског рата.

- др Узијел „Велизар“ Пијаде (1887—1943), син Самуела и Саре Пијаде; лекар. Од 1919. живео и радио у Лесковцу, а од 1941. био заточен у нишком логору „Црвени крст“. Стрељан 10. фебруара 1943. на Бубњу, код Ниша. Био ожењен Маргаритом Крижел и имао ћерку:

- Јелисавета Пијаде-Цајс (1922), ћерка Велизара и Маргарите Пијаде; као студент медицине 1941. године ступила у Народноослободилачки покрет у Лесковцу, где је радила као позадински радник. Године 1944. је ухапсио Гестапо и одвео у концентрациони логор „Аушвиц“, где је остала до краја рата. После ослобођења живела у Француској, где се и удала и имала сина Мићу.

- Моша Пијаде (1890—1957), син Самуела и Саре Пијаде; новинар, сликар, револуционар и политичар. Као члан илегалне КПЈ, од 1925. до 1939. био у затвору. У току Народноослободилачке борбе био члан Врховног штаба и потпредседник АВНОЈ-а. После ослобођења био потпредседник Владе и председник Савезне скупштине. Био ожењен Лепом Нешић-Пијаде.

Скоро читава породица Самуела Пијаде страдала је у холокаусту током Другог светског рата. Једини преживели били су син Моша, као и унуке - Хилда, ванбрачна ћерка Давида Пијаде и Алиса, ћерка Велизара Пијаде.

### Естер Пијаде-Леви
Естер Пијаде (1845—1908) је била прва ћерка Узијела Пијаде. Била је удата за Самуила Левија, кројача из Ниша, са којим је имала петоро деце:
- Узијел Веља Леви (1867—1922), био ожењен Лидијом Ликом Коен (1872—1929), са којом је имао три ћерке:

- Естер Тушка Леви (1901—1941), била удата за Лазара Пијаде, индустријалца из Београда, власника фабрике чарапа, са којим је имала две ћерке - Луцију и Лику. Читава њена породица страдала је у холокаусту током Другог светског рата.
- Мерима Мери Леви (1902), професор Музичке академије у Београду, била удата за професора Бранка Драгутиновића, познатог музичког критичара.
- Цана Леви (1904—1933), била удата за Едија Булија.

- Косара Леви (1870—1936), била удата за Соломона Караоглановића (1861—1922), ситног житарског трговца, са којим је имала петоро деце:

- Ракила Букица Рашела Караоглановић (1886—1961), банкарски чиновник у Београду.
- Јаков Жак Караоглановић (1895—1935)
- Моша Караоглановић (1898—1937)
- др Самуило Саша Караоглановић, правник, живео у Сао Паулу у Бразилу
- Естер Леви, умрла у 21 години

- Захарије Леви (1872—1941), трговац мануфактуре у Београду. Био ожењен са Матилдом Динци (1893—1941), са којом је имао двојицу синова. Обојица синова су му рано преминула, а он и супруга су страдали холокаусту током Другог светског рата.

- Самуило Леви (1905—1932), трговац.
- Морис Леви (1908—1932), умро као ученик гимназије.

- Јаков Леви (1874—1915), житарски трговац у Смедереву. Био ожењен са Ликом Пинкас (1884—1941), са којом је имао двоје деце. Јаков је страдао као српски војник у току Првог светског рата, док је његова супруга страдала у холокаусту током Другог светског рата.

- Ела Леви (1913—1941), чиновница у Градском водоводу у Београду. Страдала у холокаусту током Другог светског рата.
- Самуило Миле Леви (1915—?), саветник Савезне привредне коморе у Београду, био ожењен са Слободанком Матејић, са којом је имао ћерку Елу (1950).

- Ракила Леви (1882—1940), ћерка Естер и Самуила Левија; била удата за Цадика Коена (1877—1923), житарског трговца из Пожаревца, са којим је имала четворо деце:

- Рифка Коен (1905—1942), службеница. Страдала у холокаусту током Другог светског рата.
- Жана Коен (1910—1942), службеница. Страдала у холокаусту током Другог светског рата.
- Хаим Милан Коен (1912—?), учесник Народноослободилачког рата и пуковник ЈНА, био ожењен Олгом Кузмановић, професорком, са којом је имао троје деце - Светлану (1941), Весну (1947) и Миодрага (1949).
- Матилда Слободанка Коен-Гајић (1916—?), предавач на Универзитету у Сарајеву, била удата за новинара Милорада Гајића, са којим је имала сина Зорана (1940).

### Јахиел Пијаде
Јахиел Пијаде (1848—1901), је био други син Узијела Пијаде. Бавио се трговином и био је ожењен Букасом Меламед, са којом је  имао тројицу синова:
- Јозеф Пијаде, инжењер, живео у Француској, где је доживео дубоку старост
- Мики Пијаде
- Руфо Пијаде, радио као курир у Народној банци у Београду. Страдао у холокаусту током Другог светског рата.

### Давид Пијаде
Давид Пијаде (1850—1913), је био најмлађи син Узијела Пијаде. Заједно са братом Самуелом бавио се трговином текстила на велико. Био је ожењен Ракилом Ликом Коен, са којом је имао четворо деце: 
- Узијел Пијаде (1890—1916), био чиновник, погинуо као српски војник у Првом светском рату.
- Ребека Пијаде-Тућ (1898—1941), била удата за инжењера Паула Тућа, са којим је имала сина Јашу (1930—1941). Страдала у холокаусту током Другог светског рата.
- Јахиел „Јаков“ Пијаде (1901—1941), био службеник-шпедитер. Страдао у холокаусту током Другог светског рата.
- Самуило „Ћане“ Пијаде (1902—1942), био чиновник. Страдао у холокаусту током Другог светског рата.

### Булиса Пијаде-Ефраим
Булиса Пијаде (1858—1922) је била најмлађе дете Узијела Пијаде. Била је удата за Нисима Ефраима (1850—1915), са којим је имала петоро деце:   
- Менахем „Мика“ Ефраим, радио у фирми „Анилин“, био ожењен Ренитом Алкалај.

- Ребека Ефраим, била удата за Нисима Бахара, столара у Софији и имала ћерку Берту (1915—1941), пијанисткињу. Страдала у холокаусту током Другог светског рата.

- Рашела, умрла 1919. године.

- Салика Ефраим (1892—1941), била позната београдска модискиња. Страдала у холокаусту током Другог светског рата.

- Ленка Пијаде (1894—1941), била удата за свог брата од ујака Давида Пијаду, са којим је имала троје деце. Страдала у холокаусту током Другог светског рата.

- Узијел Ефраим, београдски трговац.